# Аргентиновые
Аргентиновые, или серебрянковые (лат. Argentinidae) — семейство лучепёрых рыб из отряда аргентинообразных (Argentiniformes). Ранее включали в состав отряда корюшкообразных.
Это небольшие рыбы, достигающие максимальной длины 25 см. Исключение составляет североатлантическая аргентина (Argentina silus), которая может достигать 70 см. Внешне похожи на корюшек (семейство Osmeridae), но имеют гораздо меньшие рты.
Живут большими группами вблизи дна. Питаются планктоном, основу рациона составляет криль, также амфиподы, мелкие головоногие, щетинкочелюстные и гребневики.
Несколько видов вылавливают в коммерческих целях, часть улова перерабатывается в рыбную муку. Реализуют в свежем и мороженом виде. Употребляют в жареном, варёном и копчёном виде.

## Классификация
В состав семейства включают два рода и 23 вида:
- Род Argentina Linnaeus, 1758 — Аргентины[2]
  - Argentina aliceae (Cohen & Atsaides, 1969)
  - Argentina australiae (Cohen, 1958)
  - Argentina brasiliensis (Kobyliansky, 2004)
  - Argentina brucei (Cohen y Atsaides, 1969)
  - Argentina elongata (Hutton, 1879)
  - Argentina euchus (Cohen, 1961)
  - Argentina georgei (Cohen y Atsaides, 1969)
  - Argentina kagoshimae (Jordan & Snyder, 1902)
  - Argentina sialis (Gilbert, 1890)
  - Argentina silus (Ascanius, 1775)
  - Argentina sphyraena (Linnaeus, 1758)
  - Argentina stewarti (Cohen & Atsaides, 1969)
  - Argentina striata (Goode & Bean, 1896)
- Род Glossanodon Guichenot, 1867 — Большеротые аргентины[2]
  - Glossanodon australis (Kobyliansky, 1998)
  - Glossanodon danieli (Parin & Shcherbachev, 1982 )
  - Glossanodon elongatus (Kobyliansky, 1998)
  - Glossanodon kotakamaru Endo & Nashida, 2010
  - Glossanodon leioglossus (Valenciennes, 1848)
  - Glossanodon lineatus (Matsubara, 1943)
  - Glossanodon melanomanus (Kobyliansky, 1998)
  - Glossanodon mildredae (Cohen & Atsaides, 1969)
  - Glossanodon nazca (Parin & Shcherbachev, 1982)
  - Glossanodon polli (Cohen, 1958)
  - Glossanodon pseudolineatus (Kobyliansky, 1998)
  - Glossanodon pygmaeus (Cohen, 1958)
  - Glossanodon semifasciatus (Kishinouye, 1904)
  - Glossanodon struhsakeri (Cohen, 1970)